# Ville-comté consolidée
Une cité-comté consolidée (en anglais : consolidated city-county) est une forme rare de gouvernement local des États-Unis.
Elle est formée quand une ou plusieurs cités et leur comté environnant (paroisse en Louisiane, borough en Alaska) fusionnent en une seule entité administrative. En tant que telle, elle dispose des attributions gouvernementales d'une collectivité municipale et d’une division administrative d’un État.
Une cité-comté consolidée est différente d’une cité indépendante, bien que cette dernière puisse résulter de la consolidation d’une cité et d’un comté et peut également avoir les mêmes pouvoirs qu’une cité-comté consolidée. Une cité indépendante est une cité qui n'est pas considérée comme située à l'intérieur de la limite d’un comté et reconnue par son État comme une entité territoriale juridique distincte des comtés environnants ou adjacents. Une cité-comté consolidée diffère d’une cité indépendante en ce que la cité et le comté existent tous les deux nominalement, bien qu’ils aient un gouvernement unifié, tandis que dans une cité indépendante, le comté n'existe même pas nominalement.
La région des États-Unis où cette forme de gouvernement est la plus fréquente est le centre-est (Midwest et Sud supérieur), avec comme exemples Indianapolis, Kansas City, Lexington, Louisville et Nashville. La cité-comté consolidée la plus peuplée est Philadelphie, sur la côte Est, et la plus vaste est Sitka, en Alaska.